# Lac à la Dame
Le lac à la Dame (ou lac de Foncine) est un petit lac du département du Jura situé sur la commune de Foncine-le-Bas (39150) à 878 m d'altitude. Sa surface est de 3,8 ha. Il était mesuré à 4,5 ha au début du XXe siècle.

## Présentation
Le lac à la Dame est un lac naturel privé occupant une petite combe à 870 m d'altitude entre Fort-du-Plasne et Foncine-le-Bas, près du hameau de la Grange à la Dame. D'une superficie d'environ 3,8 ha pour une longueur d'environ 300 m, il est entouré de prairies et de marais. Il est alimenté par les précipitations et les eaux de ruissellement des coteaux voisins et par la source de la Fontaine Noire.  Ses eaux rejoignent au nord-est la Senge puis la Saine.

## Histoire du site
À la fin de la dernière glaciation, le recul des glaciers a laissé des dépôts morainiques imperméables qui ont favorisé la
formation de lacs. L'évolution des bords du lac sous forme de « tremblants » de tourbe a réduit la surface d'eau libre. Le lac étant précédemment plus étendu, ses rives évoluent vers un bas marais alcalin.

## Écologie (biodiversité, intérêt écopaysager…)
La flore du site compte parmi les espèces remarquables l'Œillet superbe, la Laîche des bourbiers, la Laîche filiforme, le Troscart des marais, le Calamagrostide raide, la Ciguë aquatique, le nénuphar nain et le Choin ferrugineux.
Parmi les odonates fréquentant le site, on trouve la Grande æschne, l'Æschne des joncs, l'Agrion gracieux et le Cordulégastre annelé. Les papillons comptent le Fadet de la mélique, le Cuivré écarlate, l'Hespérie des potentilles et le Thècle des nerpruns.
Le lac fait partie de la ZNIEFF no 430002242 Lac à la Dame et Mont à la Chèvre ainsi que du site Ramsar « Tourbières et lacs de la montagne Jurassienne » depuis février 2021.